# パコラ (企業)
株式会社パコラは、福岡県北九州市八幡西区に本社を置く、求人広告・求人情報誌を発行する企業。有料職業紹介、通信販売事業、印刷業全般、包装用品、OA機器販売、貸会議室事業、リフォーム事業なども行っている。

## 概要
総合印刷業を営むグループ企業「ヤマガ」より、求人広告・広告チラシ・包装用品の販売を行う「有限会社パコラ北九州」として発足。後に資本金増資に伴い「株式会社パコラ」と改名。デザイン事業としてチラシ、ポスター等の印刷物の他、ホームページやノベルティ等の制作を手掛ける。昭和58年にCanonの代理店となり、オフィス機器・家電の販売も開始。その他通信販売「パコラ通販ライフ」や、ギフト商品の販売、リフォーム事業「パコラリフォーム事業部」、福岡支社ビルでの貸会議室など幅広いサービスを展開している。

### 社名の由来
社名の「パコラ」は「prosperity（繁栄）」のP、「consultant（相談相手）」のC、「 leaders（先導者）」のLに由来する。
会社スローガンの「一実一得」は、「一日に得のあることを一つ行う。その積み重ねが実となる」を意味し、現会長山賀雄司による造語である。

### イメージキャラクター
オスのパコアラ、メスのパコランがおり、共に耳がアルファベットのPの形をしたコアラのキャラクター。パコアラは身長35cm、体重13kg、語尾に「～ラ」をつける特徴がある。株式会社パコラ発行の様々な媒体に登場し、特にフリーペーパー「パコライフ」ではパコアラ、もしくはパコランが毎号表紙となっている。以前は特集、もしくは季節にちなんだイラストが表紙になっていたが、2017年の9月よりデザインがリニューアルし、様々な表情のパコアラ、もしくはパコランに変わった。表情は毎号異なる。LINEスタンプも発売されている。

## 営業所一覧
- 本社
  - 総務部 経理課　
  - サクセス事業部
  - パコラショールーム(包装・ギフト)
  - リフォーム事業部
- 北九州エリア
  - 北九州東営業所
  - 北九州西営業所
  - 筑豊営業所
- 福岡エリア
  - 福岡東営業所
  - 福岡西営業所
  - 代理店課
- 筑後エリア
  - 久留米営業所
  - 大牟田営業所
- 佐賀エリア
  - 佐賀営業所
- 長崎エリア
  - 長崎営業所
  - 佐世保営業所
- 熊本エリア
  - 熊本営業所
  - 大分エリア
  - 大分営業所
- 山口エリア
  - 山口営業所
  - 下関営業所

## 沿革
- 1982年12月 - 有限会社パコラ北九州として発足し、広告チラシ印刷・包装用品の販売開始
- 1983年6月 - 八幡西区で求人情報紙パコラ第1号発行
- 1985年3月 - キヤノンの代理店となり、OA機器の販売開始
- 1990年10月 - 小倉地区にパコラ発行に伴い、北九州地区全域に37万部となる
- 1991年12月 - 資本金700万の増資に伴い組織及び社名を変更、株式会社パコラとする
- 1992年1月 - 北九州地区全域に宅配事業を開始
- 1997年
  - 9月 - 鳥栖営業所開設
  - 11月 - 福岡東営業所開設
- 2000年4月 - 福岡西営業所開設
- 2001年6月 - 熊本営業所開設
- 2002年*8月 - 山口西営業所開設
- 2003年
  - 3月 - 山口東営業所開設
  - 4月 - 長崎営業所開設
  - 9月 - 鳥栖営業所を改称し、久留米営業所として移転
  - 11月 - サクセス事業部開設
- 2005年6月 - 福山営業所開設
- 2006年
  - 4月
    - 北九州東営業所開設
    - 北九州西営業所開設

  - 8月
    - 佐賀営業所開設
    - 福岡東営業所を博多区に移転

  - 9月 - 下関営業所開設
- 2007年
  - 3月 - 筑豊営業所開設
  - 5月 - 宗像営業所開設
  - 7月 - 山口営業所開設
    - 新社屋完成により本社移転
- 2011年
  - 7月 - 福岡支社ビル購入による福岡東・西営業所移転
  - 8月 - 大分営業所開設
- 2015年
  - 4月 
    - 大牟田営業所開設
    - 佐世保事業所開設

### グループ沿革
- 1941年6月 - 山賀印刷所を創業
- 1964年6月 - 山賀印刷有限会社を設立
- 1990年10月 - 創業50周年を機に株式会社ヤマガに社名変更
- 2007年7月 - 新社屋完成

## 主な商品
- 新聞折込求人紙「求人情報タウン情報　パコラ」
- 設置型フリーペーパー求人誌「求人情報タウン情報 パコライフ」
- 「求人ジャーナルネット」(株式会社求人ジャーナルとの提携)
- 人材紹介サービス　「ピーマッチ」
- 貸会議室「Pルーム」

## 関連会社
- 株式会社ヤマガ（グループ企業）
- 株式会社求人ジャーナル（提携企業）